# Erythrophyllum pelichucense
Erythrophyllum pelichucense là một loài Rêu trong họ Pottiaceae. Loài này được (R.S. Williams) Hilp. mô tả khoa học đầu tiên năm 1933.